# Sékou (Rapper)
Sékou „The Ambassador“ (* 16. Juni 1971 in Boston, eigentlich Ahmed Sékou Neblett auch als MC Koukou bekannt) ist ein US-amerikanischer Rapper, Sänger, Songschreiber, Verleger und Filmemacher. Er wurde durch seine Zusammenarbeit, auch in deutscher Sprache, mit der Hip-Hop-Gruppe Freundeskreis bekannt und hat mit ihr die deutschsprachige Hip-Hop-Musik Ende der 1990er Jahre geprägt.

## Biografie
Sékou wuchs zunächst in Boston auf, von 1976 bis 1984 lebte er in Düsseldorf. Im Rahmen eines Studentenaustauschprogramms kam er 1993 wieder nach Deutschland. Hier begann er sich in Freiburg in verschiedenen Bands zu engagieren. Er beschloss, nicht in die USA zurückzukehren. 1997 traf er in Stuttgart auf Max Herre. Er war seit dem Album Quadratur des Kreises fester Feature-Artist beim Freundeskreis. Sékou war lange mit Freundeskreis auf Tour und auch bei den FK Allstars dabei.
Er ist bei den Brothers Keepers aktiv. 2003 gründete er mit Afrob den Verlag „Red-Black-Green“ (in Anlehnung an die panafrikanischen Farben). Afrob ist dort mittlerweile ausgestiegen.
Während Quadratur des Kreises rappte er sowohl in deutscher als auch in englischer Sprache. Später dann nur noch in seiner Muttersprache Englisch.
2015 veröffentlichte er seinen Debütfilm als Filmregisseur, die Mockumentary Blacktape.

## Diskografie
Für Veröffentlichungen mit Freundeskreis siehe dort.
- 2000: A Lifelong Thing
- 2001: D.I.a.S.P.O.R.a

Kollaborationen (Auswahl) u. a. mit Max Herre, Afrob, DJ Thomilla
- 1998: Tabula Rasa (Freundeskreis + Mellow Bag)
- 2001: Adriano (Letzte Warnung) (Brothers Keepers)
- 2003: Black Star Line-Up (Afrob, RZA)
- 2004: Where Do We Go From Here (Max Herre)

Autorenbeteiligungen:
- 2006: Joy Denalane – Born & Raised beteiligt.
- 2007: Yvonne Catterfeld – Alles Was Du Dir Erträumst u. a. mit Max Herre, Joy Denalane[7]

## Weblink
- Sékou (Rapper) bei IMDb